# ニューディール連合
ニューディール連合（ニューディールれんごう、英: New Deal coalition）とは、1932年から1960年代末のアメリカ合衆国において、ニューディール政策および民主党大統領候補を支持した利益集団や選挙母体の連合体を指す。1952年と1956年の各大統領選挙でドワイト・アイゼンハワーに敗北を喫するも、この時代に民主党は主要政党にまで上り詰めてゆく。
フランクリン・ルーズベルトが党組織やマシーン、労働組合、ブルーカラー労働者、マイノリティ、農場経営者、南部出身者の他知識人から成る連合体を構築。1968年の大統領選挙の時期に崩壊するが、党活動家が復権を目指し枠組みを維持することとなる

## 政局再編
1932年の大統領選挙と1934年の下院選挙により、投票行動に長期的な変化がもたらされると共に、政界再編の動きが活発化。その中でルーズベルトは1933年ニューディール政策に着手し、労働組合、リベラル派、宗教的、民族的あるいは人種的マイノリティ（なかんずくカトリック教徒、ユダヤ人およびアフリカ系）、南部出身の白人そして貧困層の連合体を築き上げていった。
大都市のマシーンにより組織的な厚みが生み出され、諸計画の実施に必要な数百万もの救済事業や数十億ドルに上る資金を獲得。やがてはこうした支持母体が有権者の多数派を形成してゆく。とりわけ9つの大統領選挙（1932年 - 1948年、1960年、1964年）で民主党候補が勝利を収め、1932年から1980年までの途中4年間を除き、同党が両院を制する原動力となる（共和党は1946年と1952年にて多数派となるのみであった）。
ただ、決して公的に組織されたものではなく、支持母体間の意見の相違も目立った。国政に関しては概ね進歩的な施策を支持した一方、外交や人種問題となると一致する所が少なかったのが好例と言えよう。また、この連合体を1896年から1932年までの第四政党制に代わり、「第五政党制」と呼ぶ政治学者もいる。
ジャーナリストのシドニー・ラベルが1948年の大統領選挙後に有権者の調査を行った結果、ここ20年間で発達した「新中間層」にとって、当選者である民主党のハリー・トルーマンの方が、共和党のトマス・E・デューイより無難かつ保守的な候補であることが分かったという。このことについて、次のように述べている。

## 都市
ルーズベルトは都市居住者、特に貧困層のマイノリティを惹きつけた。納税者や中小企業家、中産階級も1936年の大統領選挙でルーズベルトに投票したものの、1937年から翌年にかけての景気後退が回復の約束を反故にしたように思われたため、一転して非難を浴びるようになる。
また、再選キャンペーンでは都市のマシーンに全く新しい用途を見出してゆく。伝統的に地方の名士は地元の選挙区を抑えるため、投票者数を最小限に留める傾向にあったが、ルーズベルトは郊外や町村の敵愾心に打ち勝つべく、大都市圏での支持を一手に集めようとしたのである。
郵政公社総裁のジェームズ・ファーレイや公共事業促進局（WPA、1935年 - 1943年）理事のハリー・ホプキンスが州、地方レベルで民主党と絶縁した一方、ルーズベルトは連邦の自由裁量による支出、就中WPAを全国的な政治マシーンとして利用。救済を受けるべき国民は、政治信条に関わらず同局から仕事を受けられたが、数十万にも上る公共事業は地方の民主党マシーンに委ねられてゆく。
こうして1936年の大統領選挙では、ルーズベルトに投票した有権者のうち、82%に当たる350万人が公共事業の施しを受ける格好となった。また、都市部に多い労働組合もアイルランド系やイタリア系、ユダヤ系と同様、8割方ルーズベルトに投票。結局、10万人以上もの人口を抱える全国106都市では、70%がルーズベルトに投票、他が59%であったのとは対照的な結果となった。
1940年の大統領選挙でも都市部からの支持を受け再選を果たす。北部の人口10万人以上の都市では有権者の60%がルーズベルトに投票、北部のその他の地域では対抗馬のウェンデル・ウィルキーが52%に留まっている。
1940年夏、総力戦への動員が始まると都市は回復。戦争経済により新工場に大量の投資が成され、軍需品の生産が絶え間無く続き、工場の門に姿を現した誰にでも仕事が保証される事となる。

## 終焉
ニューディール連合は様々な理由により、崩壊を余儀無くされた。第一の理由は、ルーズベルトの後継者に相応しい人物がいなかった事である。最も近い人物であるリンドン・ジョンソンをもってしても、その崩壊は免れ得なかった。1960年代に入ると、公民権運動やベトナム戦争、アファーマティブ・アクションといった新しい問題や、都市部における大規模な暴動が連合体に楔を打ち込み、多くの人物が去ってゆく。加えて、共和党が減税や犯罪抑止を掲げ勝利を重ねたのも大きい。
大都市のマシーンは、オールバニやシカゴなど極一部の例外を除き、1940年代に衰微。ほとんどの都市における地元の民主党は、WPAからの支援に大きく依存していたためである。1943年に同局が廃止されると、完全雇用がありながらも、代替となる事業の供給源が絶たれてしまう。その上、第二次世界大戦はWPAや民間資源保存局 (CCC) などが最早要らない程にまで、繁栄の高まりをもたらしてゆく。
労働組合は1950年代に規模、勢力とも最高潮に達するも、その後は着実に衰退。21世紀に入っても民主党の主要支持母体ではあるが、少数に留まっているため、影響力を及ぼすには至っていない。知識人も1932年以降民主党を支持してはいるものの、ベトナム戦争に際して新左翼が民主党大統領候補への支持を渋るなど、深刻な分裂が引き起こされてしまう。
ヨーロッパ系の民族集団が1960年代以降成人を迎える中、ロナルド・レーガンは労働者階級の多くを社会保守主義へと誘導し、共和党支持に傾かせることに成功（レーガン民主党員）。多くの中産階級は民主党を労働者階級政党として、共和党を上層中産階級政党と見なしていった。
しかしながら、ユダヤ人社会は今だ民主党に大挙して投票。直近の2004年の大統領選挙では74%が同党候補のジョン・ケリーに、2008年の大統領選挙では78%がバラク・オバマにそれぞれ票を入れている。
公民権運動が最高潮に達した1960年代までには、アフリカ系が1930年代に比して連合体の重要な構成員となるなど、民主党や同党員への支持が厚くなっている。国内最大の支持母体を形成するようにもなった。
ただ、不幸にも民主党にとって、公民権運動と対抗文化が北部諸州において分裂を招いてしまう。社会的にも文化的にも保守的なブルーカラー労働者は、公民権運動や若年層の対抗文化を嫌ったのである。共和党は初めはリチャード・ニクソン、次いでロナルド・レーガンの下で、「法と秩序」を有権者に訴えかけていった。これが奏功してか、ブルーカラー労働者は1972年と1984年の各大統領選挙で、共和党の地滑り的勝利に大きく貢献したと言われている。

### 南部の政局再編
南部出身の白人は綿花や煙草農場を放棄し、ニューディール政策が余り影響力を受けていない都市へと流れ込んでゆく。1960年代以降、南部の諸都市や郊外地域は共和党に投票したのである。北部の民主党員が公民権運動を通じて自らの利益を侵害していると捉え、批判票をバリー・ゴールドウォーター（1964年に共和党が初めて深南部を制した立役者でもある）に入れる事態にまで発展した。
ジミー・カーターやビル・クリントンは大統領選挙で南部の白人の多くを引き戻す策に出たものの、2000年までには南部の白人男性の2人に1人が共和党員となり、同党の新たな支持母体を形成するに至る。
上述の通り、多くの意味において、連合体を終焉させる切っ掛けを作ったのは公民権運動であった。民主党は伝統的に南部諸州で根強い支持を集めていた（ソリッドサウス）が、ゴールドウォーターが深南部で空前の支持を得た1964年に急展開を迎える。
1968年では、南部がニクソンや当時アラバマ州知事を務めていた人種差別主義者のジョージ・ウォレス（所属政党は民主党→アメリカ独立党）支持を打ち出し、伝統的な民主党支持を再度放棄。これらの有権者を当て込んだニクソンの南部戦略により、南部の白人が共和党支持を一層強める事となる。なお、1968年の大統領選挙で民主党候補のヒューバート・H・ハンフリーに投票した南部の州は、テキサスのみであった。
このように、1960年代に南部でニューディール連合が崩壊すると、大統領選挙では共和党候補に投票するのが常であった。ただし、1976年の大統領選挙でヴァージニア以外の旧連合国州がジョージア州出身のカーターに投票したり、1996年の大統領選挙で南部人のクリントン（アーカンソー州出身）やアル・ゴア（テネシー州出身）への投票を巡り分裂するといった例外はある。2008年の大統領選挙ではオバマもヴァージニア、ノースカロライナ、フロリダの各州で勝利を収めた。

## 得票率
|                | 1948年 | 1952年 | 1956年 | 1960年 | 1964年 |
| 全投票者       | 50%    | 45%    | 42%    | 50%    | 61%    |
| 白人           | 50%    | 43%    | 41%    | 49%    | 59%    |
| 黒人           | 50%    | 79%    | 61%    | 68%    | 94%    |
| 大卒者         | 22%    | 34%    | 31%    | 39%    | 52%    |
| 高卒者         | 51%    | 45%    | 42%    | 52%    | 62%    |
| 中卒者         | 64%    | 52%    | 50%    | 55%    | 66%    |
| 中産階級       | 19%    | 36%    | 32%    | 42%    | 54%    |
| ホワイトカラー | 47%    | 40%    | 37%    | 48%    | 57%    |
| ブルーカラー   | 66%    | 55%    | 50%    | 60%    | 71%    |
| 農場経営者     | 60%    | 33%    | 46%    | 48%    | 53%    |
| 労働組合員     | 76%    |        | 51%    | 62%    | 77%    |
| 非組合員       | 42%    |        | 35%    | 44%    | 56%    |
| プロテスタント | 43%    | 37%    | 37%    | 38%    | 55%    |
| カトリック     | 62%    | 56%    | 51%    | 78%    | 76%    |
| 共和党支持者   |        | 8%     | 4%     | 5%     | 20%    |
| 無党派層       |        | 35%    | 30%    | 43%    | 56%    |
| 民主党支持者   |        | 77%    | 85%    | 84%    | 87%    |
| 東部           | 48%    | 45%    | 40%    | 53%    | 68%    |
| 中西部         | 50%    | 42%    | 41%    | 48%    | 61%    |
| 西部           | 49%    | 42%    | 43%    | 49%    | 60%    |
| 南部           | 53%    | 51%    | 49%    | 51%    | 52%    |

出典: Gallup Polls in Gallup (1972)